# Sylvain Cambreling
Sylvain Cambreling (* 2. července 1948 Amiens) je francouzský dirigent. Studoval na Pařížské konzervatoři a zpočátku hrál na pozoun. V roce 1971 začal hrát s orchestrem Orchestre national de Lyon. Později se začal věnovat výhradně dirigování. V letech 1981 až 1991 působil v Théâtre Royal de la Monnaie a v letech 1993 až 1997 ve Frankfurtské opeře. Později působil například v SWR Sinfonieorchester Baden-Baden und Freiburg (1999–2011).